# Ritul ambrozian
Ritul ambrozian este un rit liturgic al Bisericii Catolice practicat în provincia ecleziastică de Milano și în aproximativ 50 de parohii din episcopia de Lugano (Elveția), având un număr de deosebiri față de ritul practicat de Biserica Romano-Catolică. 

## Originea
Ritul ambrozian a apărut în aceeași perioadă în care papa Grigore I cel Mare Dialogul a modificat liturghia romană. Numele ritului este legat de cel al episcopului Ambroziu de Milano. Ritul ambrozian a reușit să supraviețuiască acțiunii de suprimare a riturilor occidentale minore, în urma căreia aproape întreaga Biserică Occidentală a adoptat ritul roman.

## Caracteristici
Una din particularitățile acestui rit, este faptul că postul Paștelui nu începe în Miercurea cenușii, ci în duminica imediat următoare. Prin urmare, în unele locuri (de exemplu în Cantonul Ticino, la Tesserete și Biasca) apare distincția între carnavalul "nou" (cel roman) care se termină cu Lăsata Secului (în italiană martedì grasso) și carnavalul "vechi" (cel ambrozian), care se termină cu trei zile mai târziu. De asemenea, postul Crăciunului nu este de patru săptămâni, ca în ritul roman, ci de șase săptămâni, timp în care preoții vizitează casele credincioșilor și le binecuvântează familiile.
Mai există și diferența că, la slujbele cele mai solemne de peste an, în loc de raclă cu moaștele sfinților se expun patru, sau mai multe, busturi ale unor sfinți episcopi (între care Sfântul Ambroziu de Milano, Sfântul Augustin de Hipona , Sfântul Carol Borromeo), moaștele fiind introduse într-un medalion prins de sculptura mantiei.